# San Antonio de Los Cobres
San Antonio de los Cobres – miasto w prowincji Salta w Argentynie. Stolica departamentu Los Andes.  Geograficznie położone jest na Puna de Atacama.
Miasto jest stacją na linii kolejowej Salta – Antofagasta, której część jest wykorzystywana jako trasa Tren a las Nubes (Pociągu do chmur).  Przez miasto na przełęcz Abra del Acay do La Poma i dalej na południe przebiega słynna Droga krajowa 40 (ruta nacional n.º 40 «Libertador General Don José de San Martín»), która ma wspólny odcinek z Droga krajowa 51 (Ruta Nacional 51).
Według spisu powszechnego z 2010 roku miasto zamieszkiwały 4763 osoby.